# Cuevas del Becerro
Cuevas del Becerro ist eine Gemeinde (municipio) mit 1.605 Einwohnern (Stand: 2024) in der Provinz Málaga in der Autonomen Region Andalusien im Süden Spaniens. 

## Geographie
Der Ort grenzt an die Gemeinden Cañete la Real und Ronda. Er gehört zur Comarca Guadalteba.

## Geschichte
In dem Ort gibt es Funde aus prähistorischer und römischer Zeit als sich hier eine wichtige Straße zwischen Ronda und Antequera befand. 1330 fiel der Ort im Rahmen der Reconquista erstmals wieder unter christliche Herrschaft, als König Alfons XI. von Kastilien ihn bei seinem zweiten Feldzug gegen die Mauren eroberte.

## Bevölkerungsentwicklung
| 1842 | 1900  | 1950  | 1980  | 1990  | 2000  | 2010  | 2020  |
| ---- | ----- | ----- | ----- | ----- | ----- | ----- | ----- |
| 827  | 2.920 | 2.495 | 3.879 | 2.018 | 1.880 | 1.751 | 1.600 |